# KkStB 62
KkStB 62 -танк-паротяг Залізниці імені кронпринца Рудольфа (KRB) та Ц.к. прилегійованій Дністрянській залізниці (DB).

## Історія
Для залізниці Рудольфа купили 8 паротягів в мюнхенської фабрики Krauss-Maffei (KRB III 76–90) та два для Дністрянської залізниці(1872), які отримали назви і номери DB 1 - "Хирів", DB 2 - "Самбір". Паротяги мали внутрішнє і зовнішнє керування.
Після одержавлення залізниць паротяги з KRB отримали позначення kkStB 62.01–08, а з Дністрянської залізниці kkStB 60.01–60.02, але 1892 його змінили на kkStB 62.09–62.10. kkStB 62.09 працював до 1893, а kkStB 62.10 до 1895.  До кінця війни дійшло шість паротягів, які після завершення війни дістались Австрійській федеральній залізниці (BBÖ), де вони з позначенням BBÖ 62 (№ 76, 78, 82, 86, 88, 90, ) експлуатувались до 1922-1930 рр.

### Технічні дані паротяга KkStB 62
|                            |                         |
| Розміри                    | Параметри               |
| Роки випуску               | 1872                    |
| Країна-виробник            | Австро-Угорська імперія |
| Завод-виробник             | Krauss/Мюнхен           |
| Ширина колії               | 1435 mm                 |
| Тип                        | C n2t                   |
| Кількість циліндрів        | 2                       |
| Діаметр циліндрів          | 408 мм                  |
| Хід поршня                 | 632 мм                  |
| Діаметр рушійних коліс     | 1.175–1.180 мм          |
| Загальна колісна база      | 3.160 мм                |
| Тиск пари                  | 10 атм.                 |
| Випаровуюча поверхня котла | 108,80 м²               |
| Площа труб нагріву         | 7,70 м²                 |
| Площа колосникових ґрат    | 1,57 м²                 |
| Маса паротяга порожнього   | 29,4 т                  |
| Маса паротяга робоча       | 39,9 т                  |
| Запас води                 | 4,4 м³                  |
| Запас вугілля              | 2,6 м³                  |
| Швидкість                  | 45 км/год               |
| Зчіпна маса локомотива     | 36,0 т                  |